# Friedrich Wilhelm Krummacher
Friedrich Wilhelm Krummacher (Moers, 28 gennaio 1796 – Potsdam, 10 dicembre 1868) è stato un teologo tedesco.

## Biografia
Suo padre, Friedrich Adolf Krummacher, noto teologo e scrittore tedesco, e suo zio, Gottfried Daniel Krummacher, anche egli un teologo tedesco. Il figlio, dopo aver frequentato i seguenti ginnasi, Duisburg e Bernburg, studiò teologia ad Halle e a Jena diventò pastore, successivamente a Francoforte sul Meno (1819), Ruhrort (1823), Gemarke, vicino a Barmen (1825) e Elberfeld (1834).
Fece un viaggio per New York nel 1843, ma rifiutò una proposta come professore ad Mercersburg, in Pennsylvania, allora ritornò in Germania, per stabilirsi a Berlino, in Prussia. Nel 1847 la chiesa di stato evangelica in Prussia lo nominò alla chiesa di Trinità a Berlino e nel 1853 divenne cappellano di corte a Potsdam. Fu un promettente promotore dell'Alleanza Evangelica. Sebbene fosse un ministro della Chiesa riformata, fu un zelante sostenitore del vecchio luteranesimo. Era un partecipante regolare delle Conferenze della Chiesa Evangelica.

## Opere principali
- Salomo und Sulamith (1827, 9ª ed. 1875)
- Flying Roll of Free Grace Displayed (New York, 1841)
- Elijah the Tishbite (; 1828-1833; 6ª ed. 1874; Eng. trad. 1838)
- The Martyr Lamb (1849)
- The Last Days of Elisha (1852)
- The Risen Redeemer (1863)
- The Suffering Saviour (Eng. trad. 1870)
- Bunsen and Stahl (Berlin, 1856)

- Gottes Wort (Berlin, 1865)
- David, der König von Israel (1866; traduzione inglese, 1870)